# Poienarii de Argeș
Poienarii de Argeș is een Roemeense gemeente in het district Argeș.
Poienarii de Argeș telt 1140 inwoners.